# Grande Nero
Il Grande Nero è un'opera artistica scultorea di Alberto Burri del 1980, donata al Comune di Perugia nel medesimo anno,  esposta permanentemente presso la Rocca Paolina del medesimo Comune.

## Antefatto
Il Grande Nero ha un predecessore: il Grande Nero R.P. del 1980, un grande "Cretto" in ferro oggi visibile al Museo Burri di Palazzo Albizzini a Città di Castello, che appare per la prima volta in una mostra comparativa presso la Rocca Paolina di Perugia organizzata da Italo Tomassoni. Il Grande Nero R.P. fu la risposta "silenziosa" alla prassi artistica "logorroica" ed enfatica del suo interlocutore-artista, Joseph Beuys. In quell'occasione il Comune acquistò le lavagne del tedesco Beuys, oggi esposte presso il Museo civico di Palazzo della Penna, e trattenne il Grande Nero R.P. senza neppure pagare le spese per i materiali. Successivamente per un'altra mostra, allestita nello stesso luogo e titolata Sogni per la pace, gli organizzatori chiesero a Burri di poter esporre di nuovo Il Grande Nero R.P., ma l'artista rispose "che lui non era per quel tipo di pacifismo". Il Comune fece finta di niente, non aspettandosi la reazione dell'artista che mandò, il giorno prima dell'inaugurazione, una squadra di operai a smontare l'opera affinché la riportassero a Città di Castello. Sarà nello stesso anno che Burri, per farsi perdonare del gesto un po' sgarbato, donerà un'altra opera che ancora campeggia nel salone delle acque della Rocca Paolina: Il Grande Nero.

## L'opera
Il Grande Nero è l'unica scultura cinetica di Burri, dalla mole imponente, misteriosa e controversa, come gran parte della sua produzione artistica.
Manifestazione fondamentale dell'arte contemporanea, l'opera di Burri si esplica in un "complesso equilibrio di espressione intensa e di controllo rigoroso": i suoi stilemi si articolano tra i "larghi orizzonti", i "nuclei verticali", le "ampie curve" e gli "alvei oscuri". La composizione artistica prende forma grazie ad un "inedito codice di materiali inusuali e tecniche insolite". 
Fu collocata dal 1984, proprio su indicazione di Burri, nel salone delle acque della Rocca Paolina, (negli anni ’50 il salone era il serbatoio di acqua potabile). Ha la forma di un poliedro alto più di 7 metri, composto da sei elementi in acciaio scatolare, verniciato nero. L'elemento alla sommità contiene una lunetta che ruota grazie a un meccanismo azionato elettricamente. 
Il Grande Nero è un'opera contemporanea che si inserisce nel contesto monumentale cinquecentesco della Rocca Paolina creando un contrasto temporale e architettonico, ma non plastico: le volte della Rocca si vanno ad armonizzare perfettamente con le curve della scultura, tutte proiettate verso l'alto.
Nel 2015 per celebrare il Centenario della nascita di Alberto Burri, l’Amministrazione comunale ha provveduto al suo restauro, nell’ambito del progetto di Perugia Capitale italiana della Cultura 2015.